# Federico Hernán Domínguez
Federico Hernán Domínguez (Lanús, Buenos Aires, 13 de agosto de 1976) es un exfutbolista y actual director técnico argentino.
Jugaba de lateral izquierdo y se retiró en CA Atenas de la Segunda División de Uruguay.
Tiene una buena pegada con su pierna izquierda, sobre todo en los tiros libres. Es hermano del futbolista Eduardo Domínguez, actual entrenador de Estudiantes de La Plata.

## Trayectoria
Debutó en Primera División el 27 de noviembre de 1993 jugando para el Club Atlético Vélez Sársfield contra Estudiantes de La Plata, partido que terminó sin goles. Pasó por varios clubes, y en 2007 llegó a Gimnasia y Esgrima de La Plata, donde convirtió 6 goles a pesar de ser lateral.
Fue campeón de la Copa Libertadores y de la Intercontinental en 1994, de la Supercopa en 1996 con Vélez, en el año 2002 arribó al Club Atlético Independiente, donde ganaría el Torneo apertura 2002 siendo parte de un gran equipo, el Clausura 2010 con Argentinos Juniors y del Mundial Sub-20 en Catar 1995 con Argentina.
Luego de su paso por Olimpo de Bahía Blanca, en julio de 2011 arregló su incorporación al Montevideo Wanderers de la Primera División de Uruguay. 
Anunció su retiro del fútbol profesional el 30 de noviembre de 2011.

## Selección nacional
Fue internacional con la Selección argentina en una oportunidad, bajo la dirección técnica de Marcelo Bielsa, el entrenador con el que tuvo su mejor rendimiento en Vélez y que se lo llevó a España.

## Clubes

### Como jugador
| Club                 | País      | Año       |
| -------------------- | --------- | --------- |
| Vélez Sarsfield      | Argentina | 1993−1999 |
| RCD Espanyol         | España    | 1999      |
| Vélez Sarsfield      | Argentina | 2000−2002 |
| Independiente        | Argentina | 2002−2003 |
| CD Leganés           | España    | 2003      |
| Santos Laguna        | México    | 2004      |
| River Plate          | Argentina | 2005−2007 |
| Gimnasia LP          | Argentina | 2007−2008 |
| Apollon Limassol     | Chipre    | 2008      |
| Nacional             | Uruguay   | 2009      |
| Argentinos Juniors   | Argentina | 2009-2010 |
| Olimpo               | Argentina | 2011      |
| Montevideo Wanderers | Uruguay   | 2011      |
| Deportivo Maldonado  | Uruguay   | 2012      |
| Atenas de San Carlos | Uruguay   | 2013      |

### Como entrenador
| Club                 | País                 | Año                  | PJ | PG | PE | PP | GF | GC | DG  | EF%    |
| -------------------- | -------------------- | -------------------- | -- | -- | -- | -- | -- | -- | --- | ------ |
| Deportivo Armenio    | Argentina            | 2014−2015            | 37 | 10 | 11 | 16 | 26 | 44 | -18 | 36.94% |
| Atenas               | Uruguay              | 2015−2016            | 7  | 2  | 0  | 5  | 9  | 14 | -5  | 28.57% |
| Boca Unidos          | Argentina            | 2016                 | 13 | 4  | 2  | 7  | 13 | 16 | -3  | 35.9%  |
| Total en sus equipos | Total en sus equipos | Total en sus equipos | 57 | 16 | 13 | 28 | 48 | 74 | -26 | 35.67% |

## Palmarés

### Campeonato nacionales
| Título              | Club               | País      | Año     |
| ------------------- | ------------------ | --------- | ------- |
| Primera División    | Vélez Sarsfield    | Argentina | A-1995  |
| Primera División    | Vélez Sarsfield    | Argentina | C-1996  |
| Primera División    | Vélez Sarsfield    | Argentina | C-1998  |
| Primera División    | Independiente      | Argentina | A-2002  |
| Campeonato Uruguayo | Nacional           | Uruguay   | 2008-09 |
| Primera División    | Argentinos Juniors | Argentina | C-2010  |

### Campeonato internacionales
| Título                | Equipo                     | Sede         | Año  |
| --------------------- | -------------------------- | ------------ | ---- |
| Copa Libertadores     | Vélez Sarsfield            | São Paulo    | 1994 |
| Copa Intercontinental | Vélez Sarsfield            | Tokio        | 1994 |
| Copa Mundial Sub-20   | Selección Argentina Sub-20 | Catar        | 1995 |
| Copa Interamericana   | Vélez Sarsfield            | Buenos Aires | 1996 |

- Datos: Q2662600